# Ksudach
El volcán Ksudach (ruso: Ксудач) es un estratovolcán situado al sur de la península de Kamchatka, en Siberia Oriental, Rusia. 
La última erupción del volcán Ksudach fue en marzo de 1907, alrededor del 28 de marzo, que fue una erupción de las mayores registradas en Kamchatka, con un Índice de explosividad volcánica de 5 y un volumen de ceniza expulsada del orden de 2,4 km³. La erupción de 1907 envió cenizas a la atmósfera que fueron transportadas a diferentes partes de la superficie terrestre por las corrientes atmosféricas, lo que hizo que en Estados Unidos, al este de las Montañas Rocosas hubiese una temperatura inusualmente fría.
El área de la cumbre comprende varias calderas superpuestas. Existen dos lagos: Balshoe y Kraternoe, que se encuentran dentro de las calderas en la cima de Ksudach. Estos lagos, junto con las aguas termales y la naturaleza circundante, hacen de la región del volcán Ksudach un destino popular para practicar senderismo. En caso de que se renueve su actividad volcánica, su ubicación remota minimiza el peligro potencial para los humanos.